# Gem Twist
Gem Twist, né en 1979 et mort le 18 novembre 2006, est un hongre Pur-sang gris de saut d'obstacles, enregistré sous le nom d'Icey Twist. Élevé par Frank Chapot, Gem Twist fait une excellente carrière en Grands Prix. Il est le seul cheval hongre à avoir gagné l'American Grand Prix Association Horse of the Year trois fois, et il est considéré comme l'un des meilleurs compétiteurs de la discipline. Deux clones de Gem Twist ont été produits en laboratoire après sa mort en 2006 : le premier s'appelle Gemini, et le second Murka's  Gem.